# 23 pares
23 pares es una serie de televisión dramática argentina, que se emitió los viernes a las 23:30 por Canal 9. Fue protagonizada por María Onetto, Érica Rivas, y Fabián Vena. Resultó ganadora de los concursos promovidos por el INCAA y CDA (Contenidos Digitales Abiertos).

## Sinopsis
Carmen (Érica Rivas) y Elena (María Onetto) Iturrioz son hermanas y socias en un laboratorio heredado de sus padres, muertos ambos. Carmen y Elena, bióloga la primera y abogada la segunda, llevan adelante los casos que llegan hasta el laboratorio, junto con un equipo de colaboradores.
Cada episodio pone en escena una nueva historia que llega al laboratorio de la mano de personas que buscan averiguar su identidad, reconocer a un hijo o a un hermano, acceder a una herencia o identificar una enfermedad genética, entre otras, mientras las hermanas resuelven los conflictos, amores, desamores y engaños de sus vidas familiares y privadas. Develarán quiénes son y se acercarán a su propia identidad personal y familiar.

## Elenco y personajes

### Protagonistas
- Elena Iturrioz (María Onetto): abogada, 45 años, hermana mayor de Carmen y Gustavo. Está casada con el ingeniero Mariano Bosch y tiene dos hijos: Tadeo y Romina. Criada con gran libertad en un hogar atípico, a la hora de formar el propio se ajustó al guion convencional. Es la gran proveedora, el dinero es un medio para relacionarse con los demás y para ganar autonomía; puede pelear y quejarse de sus hermanos, pero jamás permitiría que alguien más lo haga.

- Carmen Iturrioz (Érica Rivas): bióloga, 39 años, hermana menor de Elena y Gustavo. Cree que la bisexualidad es un don que amplía su mundo de relaciones aunque se resiste a mantener una pareja estable. Tiene un alto sentido de lo que puede aportar la biología molecular a la Justicia y a la salud integral de las personas; suele compromenterse humanamente en cada uno de los casos que toma.

- Gustavo Iturrioz (Fabián Vena): hermano de Carmen y Elena, 42 años, tiene un diagnóstico psiquiátrico llamado síndrome del “pequeño profesor” que se traduce en una obsesión particular por las familias reales europeas. Sólo sale de su casa acompañado de sus hermanas y aunque vive solo, depende del afecto de ellas para sobrevivir. Es el custodio de un secreto familiar al que protege como si el mismo fuera una ciudad amurallada de la Edad Media.

### Elenco coprotagónico
- Mariano Bosch (Esteban Bigliardi): ingeniero, 43 años, casado con Elena desde hace 16 años. De ideología conservadora, es capaz de darse placeres y permisos que no otorga a nadie más. Adora a su hija Romina pero apenas consigue relacionarse con su hijo Tadeo, que se parece poco a lo que él soñó para su primogénito. Ve en el ejemplo de su cuñada Carmen un peligro para su hija.

- Josefina Cócolo (Analía Couceyro): oficial de la policía científica, 40 años, trabaja en una división del poder judicial ligada a delitos sexuales. Es lesbiana y para ella cada noviazgo es un matrimonio y cada ruptura un divorcio. Apenas la conoce se enamora de Carmen, aunque deberá templar su paciencia para conseguir estar a su lado.

- Luciano Mauro (Edgardo Castro): biólogo, 47 años, separado y sin hijos. Ha sido el alumno estrella de Elisa, la madre de los hermanos Iturrioz. Tiene una vida opaca y un oficio secreto como guionista de historietas. Sigue trabajando con Carmen y Elena, como lo hizo antes con sus padres. Hace una década que está clandestinamente enamorado de Elena.

- Ernesto Lugo (Pepe Arias): empleado del Registro Nacional de las Personas en la oficina de derechos humanos; viudo de 53 años. Investiga errores en las partidas, anotaciones fraudulentas, ayudando a las personas a buscar su identidad a través de documentos. Además de ser un auxiliar de Carmen en sus investigaciones, la ayudará a develar un misterio familiar.

- Ana Orozco (Sofía Gala): bióloga, 25 años, mientras prepara su tesis de doctorado trabaja como becaria en el laboratorio de las Iturrioz. Las horas de estudio no le quitan tiempo para el placer ni para dejarse acunar livianamente por lo que le propone la vida. Ha sido una fugaz aventura para Carmen y un amor intocable para Gustavo Iturrioz. Es hija de madre soltera y sus abuelos fueron detenidos-desaparecidos.

- Aileen Pichetti (Mónica Raiolla): comerciante, buscavidas, 50 años llevados a base de tratamientos cosméticos y quirúrgicos. Prueba sobre sí misma productos que trae de contrabando (desde botox y siliconas hasta curitas líquidas), por eso las hermanas la llaman la «díler».

- Tadeo Bosch (Agustín Valentinetti): adolescente de 16 años capaz de tener boletines impecables y de tocar el chelo con excelencia. Sin embargo su vida afectiva se reduce a su familia. Confía en su hermana Romina más que en nadie. Su obsesión por la música y ciertas conversaciones con amigos imaginarios son síntomas de un desorden que su padre y su madre intentan negar.

- Romina Bosch (Nina Marchi): nena de 11 años que adora a su hermano Tadeo y a quien entiende en sus peculiaridades. Inteligente y desinhibida, es la primera en ponerse del lado de su tía Carmen cuando su papá la ataca.

## Participaciones
- Daniel Fanego
- Ricardo Félix
- Mauricio Minetti
- Pochi Ducasse
- Adriana Aizemberg
- Jorge Sesán
- Enrique Liporace
- Romina Paula
- Mara Raicevic
- Adriana Barrientos
- Paula Ituriza
- Mónica Scapparone
- Gerardo Romano
- Silvia Pérez
- Juan Grandinetti
- María Abadi
- Juan Barberini
- Ivo Cutzarida
- Elisa Carricajo
- Cristina Banegas
- Martín Slipak
- Dalma Maradona
- Héctor Díaz
- Javier Niklison
- Juan Cavoti Caterbona
- Verónica Llinás
- Ezequiel Díaz
- Pablo Caramello
- Carlos Santamaría
- María Merlino
- Gabriela Ferrero
- Luciano Suardi
- Laura Paredes
- Jorge Booth

## Ficha técnica
- Idea original: Marta Dillon y Albertina Carri
- Edición: Eliane Katz y Lautaro Colace
- Dirección de sonido: Federico Esquerro y Santiago Fumagalli
- Vestuario: Mónica Toschi
- Dirección de arte: Marina Di Paola
- Asistente de dirección: Federico D’Auria
- Posproducción: Leandro Pugliese
- Director de producción: Ezequiel Capaldo
- Casting: Mariana Mitre
- Dirección de fotografía: Sol Lopatin
- Guion: Marta Dillon, Alejandro Ocón y Pina Di Toto
- Producción ejecutiva: Ezequiel Borovinsky
- Producción general: Ezequiel Borovinsky y Albertina Carri
- Dirección: Albertina Carri
- Inspirada en el libro El detector de mentiras de Viviana Bernath